# WWOOF
WWOOF (англ. World Wide Opportunities on Organic Farms, то есть «Всемирные Возможности на Органических Фермах», или Willing Workers on Organic Farms, то есть «Добровольные Работники на Органических Фермах») — набор международных программ агротуризма, позволяющих совместить туризм с работой в органическом сельском хозяйстве.

## Взаимоотношение фермера и добровольца
Суть программы заключается в обмене труда на жилье и питание. Добровольный работник работает на ферме 4-6 часов в день, в обмен на что фермер-хозяин предоставляет ему жильё и питание. Ни фермер, ни доброволец не платят друг другу.
Для того чтобы участвовать в программе, фермер должен заплатить небольшой ежегодный взнос организации WWOOF в своей стране, заявив что его фермерское хозяйство соответствует некоторым стандартам органического сельского хозяйства (то есть, по крайней мере, добровольцам не придётся иметь дело с ядохимикатами), и что добровольцам, работающим на ферме, будет предоставлено жильё, соответствующее санитарным нормам.

Со своей стороны, доброволец должен заплатить годовой членский взнос (40$-55$) организации WWOOF в той стране, где он хотел бы работать. Он получит каталог фермеров-участников программы в этой стране, и сможет затем договариваться с любыми из них о периоде своего пребывания на ферме.

## Страны с организациями WWOOF
В настоящее время (2012 г) существуют организации WWOOF в следующих странах:
1. Австралия
2. Австрия
3. Аргентина
4. Бангладеш
5. Белиз
6. Болгария
7. Бразилия
8. Венгрия
9. Великобритания
10. Гана
11. Гватемала
12. Германия
13. Греция
14. Дания
15. Израиль
16. Индия
17. Ирландия
18. Испания
19. Италия
20. Казахстан
21. Камерун
22. Канада
23. Китай
24. Коста-Рика
25. Кыргызстан
26. Литва
27. Мексика
28. Молдова
29. Непал
30. Нигерия
31. Новая Зеландия
32. Перу
33. Польша
34. Португалия
35. Румыния
36. Сербия
37. Словения
38. Сьерра-Леоне
39. США (в том числе Гавайи)
40. Тайвань
41. Турция
42. Уганда
43. Франция
44. Филиппины
45. Чехия
46. Чили
47. Швейцария
48. Швеция
49. Шри-Ланка
50. Эстония
51. Эквадор
52. Южная Корея
53. Япония

Фермеры во многих других странах, не имеющих своих организаций WWOOF, также участвуют в программе. Каталог этих «независимых участников» можно приобрести через международную или австралийскую организации WWOOF.

## Визовая ситуация
Любой человек может, естественно, беспрепятственно работать на фермах в стране своего гражданства, а также в стране, где он имеет право постоянного жительства. Для работы в других странах может существовать необходимость обзавестись соответствующей визой. Тип необходимой визы зависит от иммиграционного законодательства и практики посещаемой страны, так как обычная туристская виза (или её безвизовый эквивалент) может в некоторых странах запрещать какую бы то ни было работу, даже и без денежного вознаграждения.

### Международные договоры
В некоторых случаях страны разрешают гражданам другой договаривающейся стороны беспрепятственно жить и работать на своей территории. (Например, страны Евросоюза, или Австралия с Новой Зеландией согласно с Trans-Tasman Travel Arrangement). Это, естественно, позволяет их гражданам работать и на фермах WWOOF.
Существуют также соглашения между рядом стран, главным образом в Европе, Британском содружестве, и Восточной Азии, которые позволяют молодежи этих стран получить Working holiday visa, позволяющую им работать год или даже два в другой стране; путешественники на таких визах составляют значительную часть добровольцев WWOOF в Австралии и некоторых других странах.

### Австралия
Власти Австралии разрешают работу типа WWOOF на туристской визе, при условии что главной целью посещения Австралии является туризм, доброволец не получает зарплату (предоставление жилья и питания или возмещение расходов разрешено), и что при отсутствии иностранных добровольцев фермер не стал бы вместо них нанимать австралийцев за зарплату.

### Канада
В принципе, иностранным гражданам необходимо специальное разрешение (work permit) для работы в Канаде. Однако оно не требуется для трудовой деятельности, за которую не платится зарплата и принимая участие в которой иностранец не конкурирует с канадской рабочей силой. Таким образом кратковременная работа (1-4 недели) по принципам, сравнимым с WWOOF не требует специального разрешения, и таким образом ей можно заниматься, находясь в Канаде например на студенческой или туристской визе.